# The Trouble with Love Is
"The Trouble with Love Is" är den fjärde och sista singeln från sångerskan Kelly Clarksons debutalbum, Thankful. Den är skriven av Clarkson, Evan Rogers, och Carl Sturken, och producerad av Rogers och Sturken. Det är en bluesig låt, och Clarkson förklarar att kärlek kan vara underbart, men också vad problemet med kärlek är.
Clarkson har pressats av att välja den sista singeln, men eftersom det inte gick så bra för pop/rock låten "Low" och det gick jättebra för balladen "A Moment Like This", tyckte hennes bolag att hon skulle gå tillbaka till balladerna. Men "The Trouble with Love Is" misslyckades eftersom den hade lätta R&B/soul influenser som inte passande för radio. (Adult Contemporary radio och Hot Adult Contemporary radio håller sig oftast borta från ballader i den här genren.)
Låten är soundtrack till den romantiska komedifilmen Love Actually (2003).

## Listplaceringar
| Placering (2003-2004)               | Nr |
| ----------------------------------- | -- |
| U.S. Bubbling Under Hot 100 Singles | 1  |
| U.S. Top 40 Tracks                  | 36 |
| U.S. Top 40 Mainstream              | 22 |
| U.S. Adult Top 40                   | 21 |
| UK Singles Chart                    | 35 |
| Australian ARIA Singles Chart       | 11 |
| Nederländska Top 40                 | 32 |
| Australien                          | 11 |
| Nederländerna                       | 26 |
| Schweiz                             | 62 |

### Fotnoter
1. ↑  ”Listplacering”. http://australian-charts.com/showitem.asp?interpret=Kelly+Clarkson&titel=The+Trouble+With+Love+Is&cat=s. Läst 23 maj 2011.
2. ↑  ”Listplacering”. http://dutchcharts.nl/showitem.asp?interpret=Kelly+Clarkson&titel=The+Trouble+With+Love+Is&cat=s. Läst 23 maj 2011.
3. ↑  ”Listplacering”. http://hitparade.ch/showitem.asp?interpret=Kelly+Clarkson&titel=The+Trouble+With+Love+Is&cat=s. Läst 23 maj 2011.